# Associazione Calcio Conegliano 1978-1979
Questa pagina raccoglie le informazioni riguardanti l'Associazione Calcio Conegliano nelle competizioni ufficiali della stagione 1978-1979.

## Organigramma societario
Area direttiva
- Presidente: Fernando Sanson

Area tecnica
- Direttore sportivo: Franco Dal Cin
- Allenatore: Enzo Ferrari

## Rosa
| N. |                   | Ruolo | Calciatore       |
| -- | ----------------- | ----- | ---------------- |
|    | Italia (bandiera) | D     | Claudio Armellin |
|    | Italia (bandiera) | C     | Marco Billia     |
|    | Italia (bandiera) | P     | Fausto Borin     |
|    | Italia (bandiera) | A     | Gianni Braida    |
|    | Italia (bandiera) | C     | Gianni Campi     |
|    | Italia (bandiera) | C     | Emilio Da Re     |
|    | Italia (bandiera) | D     | Daniele Da Ros   |
|    | Italia (bandiera) | D     | Roberto De Petri |
|    | Italia (bandiera) | P     | Giuseppe Fongaro |
|    | Italia (bandiera) | C     | Tito Franzolin   |
|    | Italia (bandiera) | D     | Manuel Gerolin   |

| N. |                   | Ruolo | Calciatore          |
| -- | ----------------- | ----- | ------------------- |
|    | Italia (bandiera) | A     | Gianni Inferrera    |
|    | Italia (bandiera) | A     | Maurilio Lucchetta  |
|    | Italia (bandiera) | C     | Maurizio Mazzarella |
|    | Italia (bandiera) | D     | Paolo Mazzeni       |
|    | Italia (bandiera) | A     | Loris Pradella      |
|    | Italia (bandiera) | D     | Alberto Rigato      |
|    | Italia (bandiera) | D     | Claudio Segat       |
|    | Italia (bandiera) | C     | Francesco Spigariol |
|    | Italia (bandiera) | C     | Stefano Strappa     |
|    | Italia (bandiera) | D     | Lorenzo Visentin    |

## Risultati

### Campionato

#### Girone di andata
| 1º ottobre 1978 1ª giornata | Conegliano | 1 – 1 | Pavia |  |

| 8 ottobre 1978 2ª giornata | Pro Patria | 1 – 1 | Conegliano |  |

| 15 ottobre 1978 3ª giornata | Conegliano | 4 – 0 | Audace SME |  |

| 22 ottobre 1978 4ª giornata | Omegna | 0 – 0 | Conegliano |  |

| 29 ottobre 1978 5ª giornata | Carpi | 1 – 1 | Conegliano |  |

| 5 novembre 1978 6ª giornata | Conegliano | 1 – 0 | Pro Vercelli |  |

| 12 novembre 1978 7ª giornata | Conegliano | 2 – 2 | Pergocrema |  |

| 19 ottobre 1978 8ª giornata | Monselice | 1 – 1 | Conegliano |  |

| 26 novembre 1978 9ª giornata | Conegliano | 1 – 0 | Bolzano |  |

| 3 dicembre 1978 10ª giornata | Mestrina | 1 – 1 | Conegliano |  |

| 10 dicembre 1978 11ª giornata | Conegliano | 0 – 1 | Adriese |  |

| 17 dicembre 1978 12ª giornata | Rhodense | 2 – 0 | Conegliano |  |

| 30 dicembre 1978 13ª giornata | Conegliano | 2 – 0 | Fanfulla |  |

| 7 gennaio 1979 14ª giornata | Conegliano | 0 – 0 | Legnano |  |

| 14 gennaio 1978 15ª giornata | Sant'Angelo | 0 – 1 | Conegliano |  |

| 21 gennaio 1979 16ª giornata | Conegliano | 0 – 1 | Vigevano |  |

| 28 gennaio 1979 17ª giornata | Seregno | 3 – 2 | Conegliano |  |

#### Girone di ritorno
| 4 febbraio 1979 18ª giornata | Pavia | 2 – 1 | Conegliano |  |

| 11 febbraio 1979 19ª giornata | Conegliano | 1 – 1 | Pro Patria |  |

| 18 febbraio 1979 20ª giornata | Audace SME | 0 – 2 | Conegliano |  |

| 25 febbraio 1979 21ª giornata | Conegliano | 1 – 1 | Omegna |  |

| 4 marzo 1979 22ª giornata | Conegliano | 1 – 4 | Carpi |  |

| 11 marzo 1979 23ª giornata | Pro Vercelli | 4 – 2 | Conegliano |  |

| 25 marzo 1979 24ª giornata | Pergocrema | 1 – 1 | Conegliano |  |

| 1º aprile 1979 25ª giornata | Conegliano | 1 – 1 | Monselice |  |

| 8 aprile 1979 26ª giornata | Bolzano | 1 – 2 | Conegliano |  |

| 22 aprile 1979 27ª giornata | Conegliano | 1 – 1 | Mestrina |  |

| 29 aprile 1979 28ª giornata | Adriese | 1 – 0 | Conegliano |  |

| 6 maggio 1979 29ª giornata | Conegliano | 0 – 1 | Rhodense |  |

| 13 maggio 1979 30ª giornata | Fanfulla | 2 – 0 | Conegliano |  |

| 20 maggio 1979 31ª giornata | Legnano | 0 – 2 | Conegliano |  |

| 27 maggio 1979 32ª giornata | Conegliano | 0 – 0 | Sant'Angelo |  |

| 3 giugno 1979 33ª giornata | Vigevano | 1 – 1 | Conegliano |  |

| 9 giugno 1979 34ª giornata | Conegliano | 1 – 1 | Seregno |  |